# Bülent Eken
Bülent Eken (Mersin, 26 de octubre de 1923-Estambul, 25 de julio de 2016) fue un entrenador y jugador de fútbol turco que jugaba en la demarcación de defensa.

## Selección nacional
Debutó con la selección de fútbol de Turquía el 23 de abril de 1948 en un partido amistoso contra Grecia que finalizó con un resultado de 1-3 a favor del combinado turco tras los goles de Kleanthis Vikelidis por parte de Grecia, y de Fikret Kırcan, Lefter Küçükandonyadis y de Şükrü Gülesin por parte de Turquía. Además disputó dos partidos de los Juegos Olímpicos de Londres 1948, y fue convocado para jugar la Copa Mundial de Fútbol de 1954 aunque no llegó a disputar ningún encuentro. Su último partido con la selección lo jugó el 6 de enero de 1954 en un partido contra España.

### Participaciones en Copas del Mundo
| Mundial                        | Sede  | Resultado      | Partidos | Goles |
| ------------------------------ | ----- | -------------- | -------- | ----- |
| Copa Mundial de Fútbol de 1954 | Suiza | Fase de grupos | 0        | 0     |

### Participaciones en Juegos Olímpicos
| Juegos Olímpicos                 | Sede        | Resultado        | Partidos | Goles |
| -------------------------------- | ----------- | ---------------- | -------- | ----- |
| Juegos Olímpicos de Londres 1948 | Reino Unido | Cuartos de final | 2        | 0     |

## Clubes

### Como futbolista
| Club                    | País    | Año         | Partidos | Goles |
| ----------------------- | ------- | ----------- | -------- | ----- |
| Galatasaray SK          | Turquía | 1942 - 1950 | 141      | 56    |
| Salernitana Calcio 1919 | Italia  | 1950 - 1951 | 21       | 1     |
| US Città di Palermo     | Italia  | 1951 - 1952 | 17       | 0     |
| Galatasaray SK          | Turquía | 1952 - 1955 | 12       | 1     |

### Como entrenador
| Club                           | País    | Año         |
| ------------------------------ | ------- | ----------- |
| Beyoğluspor                    | Turquía | 1958 - 1959 |
| Fatih Karagümrük SK            | Turquía | 1959 - 1960 |
| İzmirspor                      | Turquía | 1960 - 1961 |
| Fatih Karagümrük SK            | Turquía | 1961 - 1962 |
| Selección de fútbol de Turquía | Turquía | 1963        |
| Göztepe SK                     | Turquía | 1963 - 1964 |
| Karşıyaka SK                   | Turquía | 1964        |
| Vefa SK                        | Turquía | 1966 - 1967 |
| Adanaspor                      | Turquía | 1970 - 1971 |
| Sivasspor                      | Turquía | 1972 - 1973 |
| Orduspor                       | Turquía | 1975 - 1976 |
| Göztepe SK                     | Turquía | 1976 - 1977 |